# Sam Lloyd
Pour les articles homonymes, voir Lloyd.
Ne pas confondre avec Sam Loyd, inventeur de casse-têtes logiques et mathématiques
Sam Lloyd, né Samuel Roger Lloyd Jr. le 12 novembre 1963 à Weston (Vermont) et mort le 30 avril 2020 à Los Angeles (Californie), est un acteur, chanteur et musicien américain.

## Biographie
Fils d'acteurs, Sam Lloyd est né le 12 novembre 1963 de l'union entre Samuel Lloyd Sr. et Marianna McGuffin. Il a une sœur, Laurel, et un frère, Jackson, mort. Il est également le neveu de Christopher Lloyd, acteur qui interprète le rôle d'Emmett Brown dans la trilogie Retour vers le futur.
Il est principalement connu pour son rôle de Ted Buckland, avocat excentrique dans la sitcom Scrubs qu'il a interprété pendant 8 saisons et pour des apparitions dans Seinfeld, À la Maison-Blanche, Le Drew Carey Show, Cougar Town, Malcolm ou encore Desperate Housewives, où il joue le Dr Albert Goldfine, le psychologue de Bree Van de Kamp.
Au début de l'année 2019, Sam Lloyd et sa femme, Vanessa Lloyd, annoncent la naissance de leur premier enfant, Weston.

### Cancer
Le 15 janvier 2019, son médecin lui diagnostique un cancer. La progression de la maladie est fulgurante et très vite les nouvelles font état d'une tumeur au cerveau inopérable, les métastases ayant également envahi ses poumons, son cerveau, son foie, sa colonne vertébrale et sa mâchoire.
Le producteur exécutif de la série Scrubs, Tim Hobert, et sa femme, Jill, organisent une collecte de fonds par l'intermédiaire de la plateforme GoFundMe afin d'aider l'acteur à vaincre la maladie et à assurer les dépenses liées aux soins et aux traitements. La cagnotte dépasse rapidement les 170 000 dollars et sera très largement relayée par Zach Braff, Donald Faison ou encore Bill Lawrence.

### Mort
Le 1er mai 2020, soit moins d'un an et demi après le diagnostic, Tim Hobert annonce par l'intermédiaire de la page GoFundMe que son ami, Sam Lloyd, est mort des suites de son cancer dans un hôpital de Los Angeles en présence de sa femme et de sa sœur Laurel. De nombreux fans et de nombreuses personnalités lui rendent hommage à travers le Monde à l'image de Bill Lawrence, créateur et producteur de Scrubs, et par ses anciens partenaires de jeu comme Zach Braff, Sarah Chalke, Donald Faison ou encore Robert Maschio.

## Musique
Sam Lloyd fait partie du groupe de chanteurs a cappella The Blanks, groupe qui apparaît plusieurs fois dans la série Scrubs sous le nom des « Joyeux Pinsons » (The Worthless Peons en VO), et est bassiste gaucher : il joue dans le groupe The Butties.

## Filmographie

### Cinéma
- 1993 : Soleil levant (Rising Sun)
- 1997 : Flubber
- 1999 : Galaxy Quest
- 2002 : Back by Midnight
- 2003 : The Real Old Testament
- 2003 : Advantage Hart
- 2004 : Spelling Bee
- 2004 : The Swidge
- 2005 : Cry for Help
- 2005 : I'm Not Gay
- 2007 : Les Frères Solomon (The Brothers Solomon) de Bob Odenkirk : Dr Spencer
- 2009 : Super Capers de Ray Griggs (en) : Herman Brainard

### Télévision
- 1988 : Tribunal de nuit (Night Court)
- 1992 : Matlock
- 1993 : Seinfeld
- 1995 : A Bucket of Blood
- 1995 : Double Rush
- 1996 : Champs
- 1996 : Coach
- 1996 : The Last Frontier (en)
- 1996 : Goode Behavior
- 1997 : À la une (Ink)
- 1997 : Joyeuse pagaille (Something So Right)
- 1997 : Dingue de toi (Mad About You)
- 1997 : Le Drew Carey Show (The Drew Carey Show)
- 1998 : My Generation
- 1998 : Troisième planète après le Soleil (3rd Rock from the Sun)
- 1999 : Zoé, Duncan, Jack et Jane (Zoe, Duncan, Jack & Jane)
- 1999 : Un toit pour trois (Two Guys, a Girl and a Pizza Place)
- 2000 : New York Police Blues
- 2000 : Battery Park
- 2000 : Spin City
- 2001-2010 : Scrubs : Ted Buckland l'avocat dépressif
- 2001 : Jack and Jill
- 2002 : The Random Years
- 2002 : À la Maison-Blanche (The West Wing)
- 2002 : Impact imminent (Scorcher)
- 2002 : Philly
- 2002 : Maybe It's Me
- 2002 : Providence
- 2005 : Malcolm (Malcolm in the Middle) : Ted Buckland l'avocat dépressif
- 2005 : Desperate Housewives : Dr Albert Goldfine
- 2009 : Numb3rs (Dreamland)
- 2011-2012 : Cougar Town : Ted Buckland l'avocat dépressif
- 2012-2013 : The Middle
- 2014-2019 :Modern Family
- 2014 : Bones 10.8
- 2015 : Shameless : Buddy Diamond